# Alloschizidium remyi
Alloschizidium remyi is een pissebed uit de familie Armadillidiidae. De wetenschappelijke naam van de soort is voor het eerst geldig gepubliceerd in 1944 door Vandel.